# Michael Joseph Keyes
Michael Joseph Keyes, né le 28 février 1876 à Dingle en Irlande et mort le 7 août 1959 à Savannah aux États-Unis, est un archevêque catholique américain d'origine irlandaise du XXe siècle.

## Biographie
Michael Keyes est ordonné prêtre de la Société de Marie le 21 juin, 1907. Le 27 juin 1922, il est nommé huitième évêque de Savannah en Géorgie, par le pape Pie XI. Il a reçu sa consécration épiscopale le 18 octobre suivant par Mgr Michael Joseph Curley.
Après treize ans comme évêque, Michael Keyes démissionne le 23 septembre 1935, et est nommé évêque titulaire d'Aréopolis (de) à la même date. Il meurt à l'âge de 83 ans.